# .mq
.mq је највиши Интернет домен државних кодова (ccTLD) за Мартиник.
Од 19. октобра 2005. године, регистарски веб-сајт је недоступан, што је довело до питања да ли овај НИДдк има функционалан регистар у овом тренутку.